# Bahadur Shah I

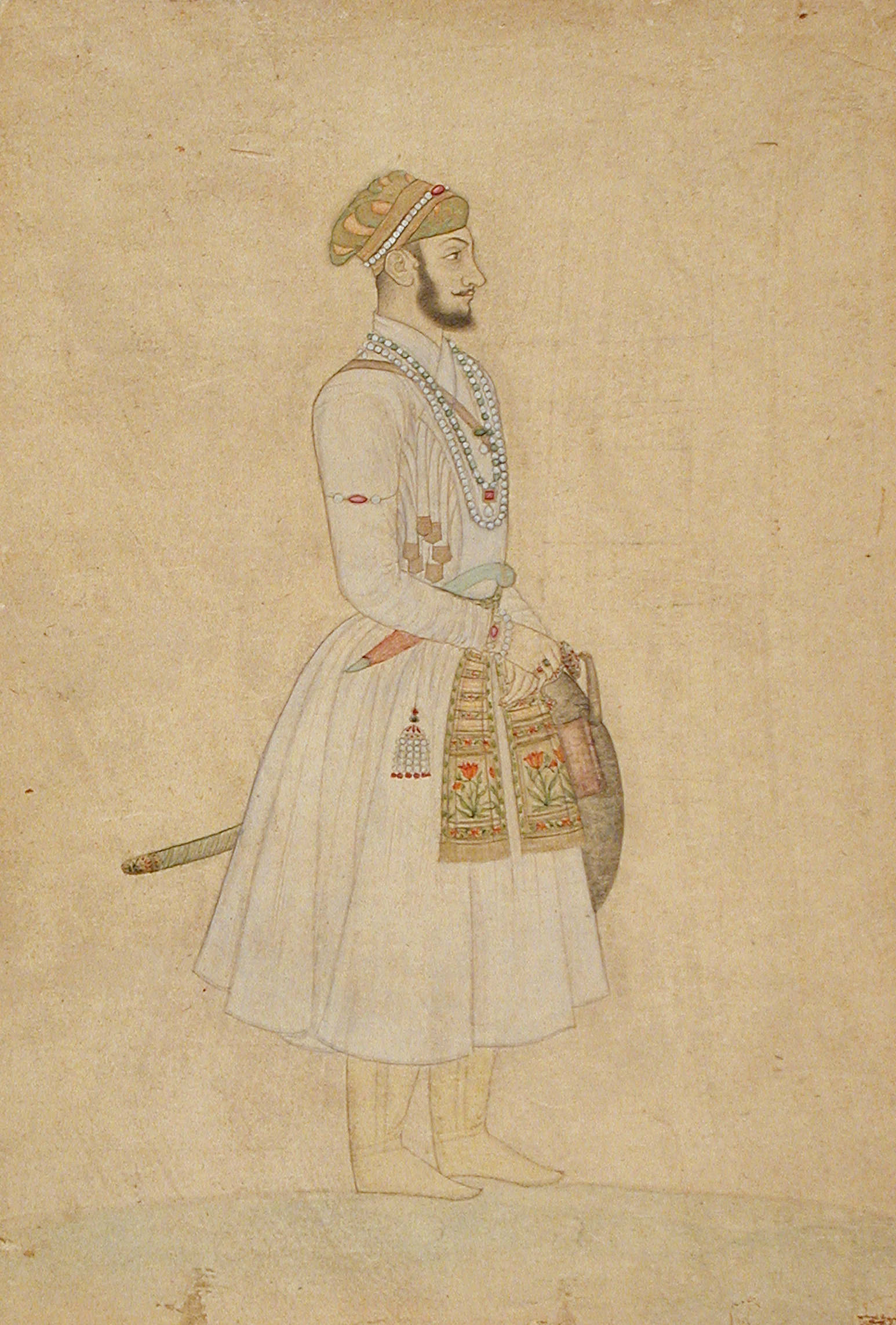
Prins Muhammad Muazzam, de latere keizer Bahadur Shah I, rond 1675.

Qutbuddin Muhammad Muazzam Bahadur Shah I (Perzisch, Urdu: بہادر شاه, Bahādur Shāh; Burhanpur, 14 oktober 1643 - Lahore, 27 januari 1712) was padishah (keizer) van het Mogolrijk tussen 1707 en 1712. Omdat zijn vader en voorganger, Aurangzeb, op hoge leeftijd stierf, was Bahadur Shah zelf 63 jaar oud toen hij keizer werd. Tijdens zijn slechts vijf jaar durende periode op de troon voerde hij in tegenstelling tot zijn vader een gematigde religieuze politiek. Zijn regeerperiode werd desondanks gekenmerkt door opstanden van de Sikhs en Rajputs.

## Levensloop

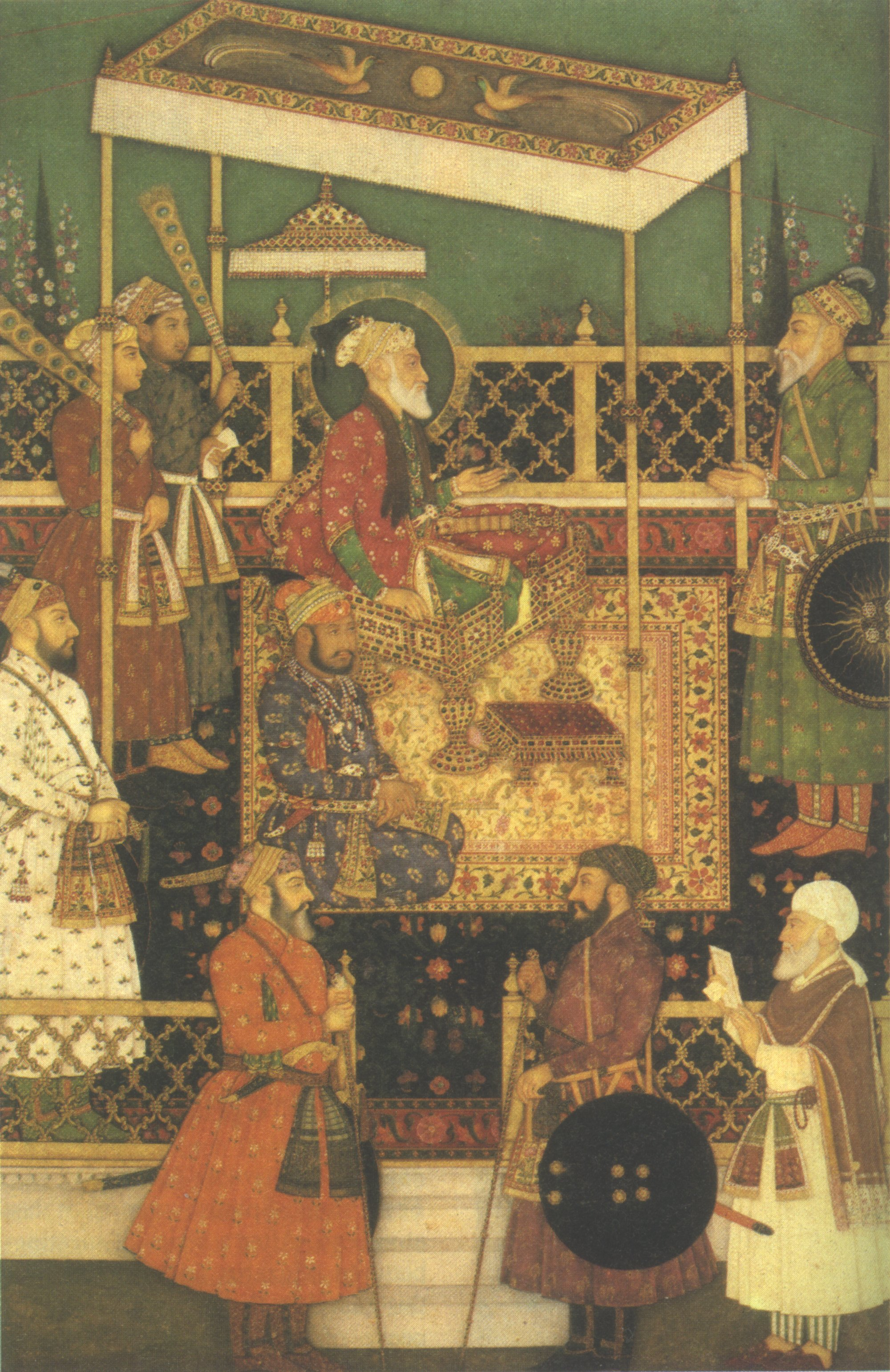
Prins Muazzam bezoekt zijn vader, de keizer Aurangzeb. Miniatuur uit een boek van de nawabs van Avadh, rond 1660.

### Voor de troonsbestijging
Prins Muhammad Muazzam was de derde zoon van Aurangzeb. Zijn moeder was Nawab Bai Begum Saheba, een dochter van de (Rajput-)radja van Rajauri. Aurangzeb stelde hem aan als gouverneur (subahdar) in de noordwestelijke gebieden en Punjab. De prins voerde in tegenstelling tot zijn orthodox-islamitische vader een gematigde religieuze politiek, waardoor de betrekkingen met de grotendeels sikhistische bewoners van de Punjab verbeterden. Hij onderhield zelfs een band van vriendschap met de laatste sikhgoeroe Goeroe Gobind Singh. Tijdens de strijd om de opvolging van Aurangzeb in 1707 verleende de goeroe de prins militaire steun. Dit is opmerkelijk omdat de Mogols sinds keizer Jahangir goeroe Arjan in 1606 liet terechtstellen een slechte verhouding met hun sikhistische onderdanen hadden.
Het principe van primogenituur was de Mogols vreemd en de dood van een keizer leidde meestal tot een strijd onder zijn erfgenamen. De dood van Aurangzeb was daarop geen uitzondering. De strijd ging tussen Bahadur Shah en twee van zijn broers. Azam Shah, de oudste zoon van Aurangzeb, riep zichzelf uit tot keizer en marcheerde zijn leger naar Delhi. Bahadur Shah was hem echter voor en versloeg Azam Shahs leger ten zuiden van Agra, waarbij Azam Shah en zijn zoons sneuvelden. Een andere broer, Muhammad Kam Bakhsh, kroonde zich tot keizer in Bijapur, maar werd in 1709 definitief verslagen.

### Regering
Bahadur Shah voerde in veel opzichten een tegengestelde politiek van Aurangzeb. De onder Aurangzeb ingevoerde shariawetgeving werd niet ingetrokken, maar afgezwakt. Hoewel bijvoorbeeld de belasting voor niet-moslims, de jizya, officieel bleef bestaan, werd deze in de praktijk niet meer geïnd. Zijn politiek van verzoening met de Maratha's, Rajputs en sikhs was een ander voorbeeld waarin hij van zijn vader verschilde. Deze politiek kan echter ook uit pragmatisme zijn ingegeven. Na een halve eeuw van militaire campagnes was de schatkist uitgeput geraakt. De vijandige verhoudingen met zowel de Maratha's, Rajputs als sikhs dreigden het rijk in verdere interne conflicten te storten, die de Mogols zich niet meer konden veroorloven.
Bahadur Shahs regering verliep niet zonder incidenten. Nadat goeroe Gobind Singh in 1709 was vermoord kwamen de sikhs in opstand onder een voormalige slaaf van de goeroe, die zich Banda liet noemen. Hij wist grote aantallen arme boeren en kastelozen te bekeren en bewapenen. Gedurende het daaropvolgende jaar plunderde dit boerenleger de Punjab. Tussen 1711 en 1714 waren ondertussen Bihar en grote delen van Bengalen in handen van hindoeïstische opstandelingen. Deze werden gesteund door de koning van Bhutan, Druk Rabgye.
Na de dood van Aurangzeb hadden zijn zoons zijn contraproductieve politiek van onophoudelijke oorlog tegen de Maratha's snel opgegeven. Prins Azam Shah liet in 1707 de Marathaprins Shahuji vrij, zodat deze zich de Marathatroon kon toe-eigenen. De prins was als gevangene aan het Mogolhof opgegroeid en de verwachting was dat hij als koning een minder vijandige politiek tegen de Mogols zou voeren. De vrijlating had echter tot gevolg dat de Maratha's in twee facties verdeeld werd: degenen die loyaal bleven aan regentes Tara Bai en degenen die Shahuji steunden. Zowel Tara Bai as Shahuji probeerden vervolgens tot een vergelijk te komen met de Mogols. Beide vroegen het recht in de Dekan een aanzienlijk deel van de belastingopbrengst te mogen innen, in ruil voor erkenning van Bahadur Shah als opperheer. Op dit punt maakte Bahadur Shah de fout beide facties het belastingrecht toe te zeggen, wat alleen tot een langdurige burgeroorlog kon leiden. Het platteland van de Dekan bleef jarenlang het toneel rondtrekkende, plunderende Marathalegers.
Bahadur Shah wisselde in 1711 ambassadeurs uit met de Birmese koning Sa Nay Min Gyi.
Een belangrijkere factor in de neergang van de macht van de Mogols dan de opstanden aan de randen van het rijk was de decentralisatie in de kerngebieden ervan. Lokale beambten gingen zich vanaf het latere deel van de regering van Aurangzeb steeds onafhankelijker gedragen met als gevolg dat de belastingopbrengsten terugliepen en de politieke maatregels van de Mogols minder snel en vaak werden uitgevoerd. Bahadur Shah heeft deze ontwikkeling niet tegen kunnen gaan, daarvoor regeerde hij ook te kort.
Begin 1712 bracht de keizer een bezoek aan Lahore, waar hij de aanleg van een nieuwe paleistuin overzag (een favoriete hobby van veel Mogolheersers). Hij ontving hier de ambassade van de VOC-gezant Joan Josua Ketelaar ter herbevestiging van de door Aurangzeb verleende handelsvergunningen (firmans). Plotseling werd hij ziek en stierf op 27 februari. Er volgde een jaar strijd tussen zijn zoons Jahandar Shah en Azim-ush-Shan en een kleinzoon, Farrukhsiyar. Jahandar Shah versloeg zijn broer maar werd na 11 maanden op de troon gezeten te hebben zelf verslagen door Farrukhsiyar. De laatste was sterk onder invloed van zijn grootvizier, Syed Hassan Ali Khan Barha, die de verdere neergang van de macht van de Mogols in de hand werkte.
Bahadur Shah I ligt begraven in een marmeren tombe in Mehrauli (niet ver van Delhi), naast het mausoleum (dargah) van de 13e-eeuwse soefiheilige Qutbuddin Bakhtiar Kaki. In hetzelfde complex liggen ook de graven van de latere Mogolkeizers Shah Alam II en Akbar II.
Babur · Humayun · Akbar · Jahangir · Shah Jahan · Aurangzeb 
Bahadur Shah I · Jahandar Shah · Farrukhsiyar · Rafi Ul-Darjat · Shah Jahan II · Muhammad Shah · Ahmad Shah Bahadur · Alamgir II · Shah Alam II · Akbar Shah II · Bahadur Shah II